# Mittelwächter
Mittelwächter bezeichnet die um Mitternacht während der Seefahrtsphasen ausgegebene Mahlzeit für seefahrendes Personal der Deutschen Marine sowie der Handelsschifffahrt.
Er besteht meist aus einem einfachen warmen Essen, oft Suppe, Eintopf oder Würstchen mit Kartoffelsalat, oder aus Kaffee und belegten Brötchen.
Diese Mahlzeit ist durch die unterschiedlichen Wach- und Schlafzeiten der Mannschaft durch das Wachsystem erforderlich. Der Mittelwächter wird traditionell kurz vor 24:00 Uhr ausgegeben, da um 24:00 Uhr die Hundewache beginnt und die auf Wache ziehende Besatzung gestärkt in den Dienst gehen soll.